# Gmina Ljubinje
Gmina Ljubinje (serb. Општина Љубиње / Opština Ljubinje) – gmina w Bośni i Hercegowinie, w Republice Serbskiej. W 2013 roku liczyła 3319 mieszkańców.